# El Zacatón
El Zacatón är en ort i Mexiko.   Den ligger i kommunen San Pablo Cuatro Venados och delstaten Oaxaca, i den sydöstra delen av landet, 400 km sydost om huvudstaden Mexico City. El Zacatón ligger 2 782 meter över havet och antalet invånare är 120.
Terrängen runt El Zacatón är huvudsakligen kuperad, men åt sydost är den bergig. El Zacatón ligger uppe på en höjd. Runt El Zacatón är det ganska glesbefolkat, med 26 invånare per kvadratkilometer. Närmaste större samhälle är Santa Cruz Xoxocotlán, 19,1 km öster om El Zacatón. I omgivningarna runt El Zacatón växer i huvudsak blandskog.